# Eunmilhan yuhok
Eunmilhan yuhok (은밀한 유혹?), noto anche con i titoli internazionali Perfect Proposal e Secret Temptation, è un film del 2015 scritto e diretto da Yoon Jae-gu.

## Trama
Kim Sung-yeol, figlio illegittimo di un ricco industriale, Kim Seok-gu, organizza un'astuta messinscena per ereditare tutto il denaro del padre. L'uomo tuttavia tiene un comportamento spregiudicato, tanto da arrivare anche all'omicidio per raggiungere il suo scopo. Ji-yeon, giovane ragazza ingannata e fatta partecipare suo malgrado all'ignobile azione, inizia tuttavia a scoprire progressivamente la verità.

## Distribuzione
In Corea del Sud la pellicola ha goduto di una distribuzione a livello nazionale a cura della CJ Entertainment, a partire dal 4 giugno 2015.